# Tuntex Sky Tower
Il Tuntex Sky Tower, o la T & C Tower, (cinese:高雄大楼85), è un grattacielo di 85 piani costruito a Kaohsiung City, Taiwan. È alto 347,5 m (1140 piedi), ma ha un'antenna che porta l'altezza complessiva a 378 m (1240 piedi). È stato costruito dal 1994 al 1997, ha il primato di edificio più alto di Kaohsiung, e in passato, fino cioè al completamento del Taipei 101, è stato il più alto di Taiwan.
La costruzione è un insolito 'polo' di progettazione, con due distinte sezioni di 35 piani; questi si fondono in una sola torre centrale. Questo disegno unico lascia un notevole spazio al di sotto della sezione centrale. 
L'edificio è di proprietà del Gruppo Tuntex (Chien-Tai è una filiale), ed è principalmente adibito a uffici; ha nondimeno anche uno spazio residenziale, un grande magazzino e lo Splendor Kaohsiung hotel, che si dispiega 37º al 70º piano. Il ponte di osservazione è servito da un ascensore ad alta velocità, capace di superare i 10 metri al secondo.
Il Tuntex Sky Tower è stato progettato da CY Lee & Partners e Hellmuth, Obata & Kassabaum. John W. Milton è stato direttore del progetto, per conto di Turner International Inc (New York, NY).

## Dati relativi al Tuntex Sky Tower
- Inizio dei lavori: 1994;
- Fine dei lavori: 1997;
- Piani: 85;
- Piani seminterrati: 5;
- Antenna 378,0 m;
- Tetto: 347,5 m;
- Piano: 341,0 m;
- Piani 1-7: Dipartimento Chien-Tai;
- Piani 8-11: Chien-Tai Indoor Amusement Park;
- Piani 12-38: Uffici/Appartamenti;
- Piani 39-70: Grand Hotel Kaohsiung;
- Piano 75: Osservatorio;
- Piani 76-79: Palace Club, Disco, ristoranti;
- Piani 80-85: Comunicazione strutture e infrastrutture.